# Pereira (Barcelos)
Pereira é uma povoação portuguesa sede da Freguesia de Pereira do Município de Barcelos, freguesia com 3,85 km² de área e 1241 habitantes (censo de 2021), tendo, por isso, uma densidade populacional de 322,3 hab./km².

## Demografia
A população registada nos censos foi:
| Distribuição da População por Grupos Etários | Distribuição da População por Grupos Etários | Distribuição da População por Grupos Etários | Distribuição da População por Grupos Etários | Distribuição da População por Grupos Etários |
| -------------------------------------------- | -------------------------------------------- | -------------------------------------------- | -------------------------------------------- | -------------------------------------------- |
| Ano                                          | 0-14 Anos                                    | 15-24 Anos                                   | 25-64 Anos                                   | > 65 Anos                                    |
| 2001                                         | 281                                          | 255                                          | 658                                          | 113                                          |
| 2011                                         | 211                                          | 183                                          | 781                                          | 143                                          |
| 2021                                         | 162                                          | 127                                          | 743                                          | 209                                          |

## Património
- Ruínas do Castelo de Faria e estação arqueológica subjacente